# Морская полиция: Спецотдел (саундтрек)
NCIS: The Official TV Soundtrack — серия альбомов, включающих музыку, использованную каналом CBS в телесериале Морская полиция: Спецотдел. Первый альбом серии был выпущен 10 февраля 2009 года, и привлек внимание своим методом подбора музыки для альбома. Продюсерами и авторами были представлены ранее не издававшиеся треки популярных артистов, таких как Перри Фаррелл и Якоб Дилан. Этот метод контрастирует с нормой для ТВ саундтреков, которые, как правило, собирались из музыки, выпущенной ранее, и которая уже доступна по отдельности, или на других альбомах. NCIS: The Official TV Soundtrack — Vol.2 был выпущен 3 ноября 2009 года.

## Альбом 1
NCIS: The Official TV Soundtrack — первый альбом саундтрека к телевизионному сериалу Морская полиция: Спецотдел, издан 10 февраля 2009 года. Альбом состоит из двух дисков. Это набор из 22 треков, который включает в себя новые песни исполнителей, которые занимают видное место в сериях. В соответствии с сайтом саундтрека, продюсеры NCIS говорят, что слушали буквально десятки треков, прежде чем выбрать, какие из них лучше всего подходят для предстоящей сюжетной линии, и которые сценаристы шоу могли бы использовать для вдохновения. Саундтрек также включает песни звезд NCIS: Поли Перретт («Эбби Шуто»), которая исполняет песню собственного сочинения «Страх» под псевдонимом «Stop Making Friends» и Коте де Пабло («Зива Давид»), чьё исполнение песни Тома Уэйтса «Temptation» в премьерном эпизоде 6 сезона включено в альбом. Первый диск альбома носит название «Специальный агент», а второй — «Лаборатория Эбби»

### Список композиций
| №                   | Название               | Исполнитель            | Длительность |
| ------------------- | ---------------------- | ---------------------- | ------------ |
| 1.                  | «Kangaroo Cry»         | Blue October           | 4:24         |
| 2.                  | «Even Now»             | Dashboard Confessional | 3:33         |
| 3.                  | «After All»            | Saving Abel            | 3:16         |
| 4.                  | «No Matter What»       | Джейкоб Дилан          | 4:04         |
| 5.                  | «Troubled Land»        | Мелленкамп, Джон       | 3:20         |
| 6.                  | «Boy with the Blues»   | Oasis                  | 4:41         |
| 7.                  | «Things Have Changed»  | Боб Дилан              | 5:09         |
| 8.                  | «Tomorrow Still Comes» | Will Dailey            | 3:41         |
| 9.                  | «Peppermint & Glue»    | Sharon Little          | 3:56         |
| 10.                 | «Mama Song»            | Keaton Simons          | 3:20         |
| 11.                 | «Temptation»           | Коте де Пабло          | 2:52         |
| 12.                 | «NCIS Theme»           | Numeriklab             | 2:20         |
| Общая длительность: | Общая длительность:    | Общая длительность:    | 44:33        |

| №                   | Название                     | Исполнитель                        | Длительность |
| ------------------- | ---------------------------- | ---------------------------------- | ------------ |
| 1.                  | «NCIS Theme Remix»           | Ministry                           | 3:13         |
| 2.                  | «No Shelter»                 | Seether                            | 4:07         |
| 3.                  | «Nasty Little Perv»          | Перри Фаррелл                      | 2:35         |
| 4.                  | «Love Is Like»               | Skold vs. KMFDM                    | 4:04         |
| 5.                  | «I Don't Want To Be On T.V.» | The Airborne Toxic Event           | 3:27         |
| 6.                  | «Promises»                   | Nitzer Ebb                         | 3:48         |
| 7.                  | «Fear»                       | Stop Making Friends (Поли Перретт) | 4:29         |
| 8.                  | «Hole Solution»              | Android Lust                       | 4:18         |
| 9.                  | «Head Spin»                  | Collide                            | 4:18         |
| 10.                 | «Satellite 2009»             | Solamingus                         | 2:31         |
| Общая длительность: | Общая длительность:          | Общая длительность:                | 36:56        |

### Песни, используемые в эпизодах Морской полиции
| Название песни             | Исполнитель              | Сезон   | Название Эпизода                               | Дата эфира в США |
| -------------------------- | ------------------------ | ------- | ---------------------------------------------- | ---------------- |
| «Kangaroo Cry»             | Blue October             | Сезон 7 | «Faith» «Вера»                                 | 15 декабря 2009  |
| «Fear»                     | Stop Making Friends      | Сезон 6 | «Aliyah» «Исход»                               | 19 мая 2009      |
| «Boy With The Blues»       | Oasis                    | Сезон 6 | «Legend (Part 1)» «Легенда. Часть 1»           | 28 апреля 2009   |
| «Even Now»                 | Dashboard Confessional   | Сезон 6 | «Legend (Part 1)» «Легенда. Часть 1»           | 28 апреля 2009   |
| «No Matter What»           | Jakob Dylan              | Сезон 6 | «Toxic» «Токсин»                               | 7 апреля 2009    |
| «No Shelter»               | Seether                  | Сезон 6 | «Dead Reckoning» «Точный расчет»               | 31 марта 2009    |
| «Satellite 2009»           | Solamingus               | Сезон 6 | «Hide and Seek» «Прятки»                       | 24 марта 2009    |
| «Nasty Little Perv»        | Перри Фаррелл            | Сезон 6 | «Knockout» «Нокаут»                            | 17 марта 2009    |
| «Tomorrow Still Comes»     | Will Dailey              | Сезон 6 | «South By Southwest» «К югу через юго-запад»   | 24 февраля 2009  |
| «Love Is Like»             | Skold vs. KMFDM          | Сезон 6 | «Bounce» «Отдача»                              | 17 февраля 2009  |
| «I Don’t Want To Be On TV» | The Airborne Toxic Event | Сезон 6 | «Deliverance» «Заявление»                      | 10 февраля 2009  |
| «Peppermint & Glue»        | Sharon Little            | Сезон 6 | «Love & War» «Любовь и война»                  | 27 января 2009   |
| «Promises»                 | Nitzer Ebb               | Сезон 6 | «Broken Bird» «Подбитая птица»                 | 13 января 2009   |
| «Head Spin»                | Collide                  | Сезон 6 | «Caged» «Запертый в клетке»                    | 6 января 2009    |
| «After All»                | Saving Abel              | Сезон 6 | «Road Kill» «Убийство на дороге»               | 2 декабря 2008   |
| «Troubled Land»            | John Mellencamp          | Сезон 6 | «Collateral Damage» «Сопутствующий ущерб»      | 11 ноября 2008   |
| «Temptation»               | Коте де Пабло            | Сезон 6 | «Last Man Standing» «Последний оставшийся»     | 23 сентября 2008 |
| «Mama Song»                | Keaton Simons            | Сезон 5 | «Judgment Day (Part 1)» «Судный день. Часть 1» | 20 мая 2008      |
| «All We Are»               | Matt Nathanson           | Сезон 5 | «Family» «Семья»                               | 2 октября 2007   |
| «Things Have Changed»      | Bob Dylan                | Сезон 4 | «Sharif Returns» «Шариф возвращается»          | 23 января 2007   |
| «Satellite 2009»           | Solamingus               | Сезон 4 | «Faking It» «Фальсификация»                    | 10 октября 2006  |
| «Hole Solution»            | Android Lust             | Сезон 3 | «Frame-Up» «Подстава»                          | 22 ноября 2005   |

## Альбом 2
NCIS: The Official TV Soundtrack Vol.2 — второй альбом саундтрека к телевизионному сериалу Морская полиция: Спецотдел. Это набор из 12 треков, который включает в себя новые и эксклюзивные песни исполнителей, которые занимают видное место в сериях 2009—2010 годов сериала. Майкл Уэзерли (Специальный агент Энтони Ди Ноззо), звезда NCIS, записал песню «Bitter And Blue» для саундтрека.

### Список композиций
| №                   | Название                      | Исполнитель         | Длительность |
| ------------------- | ----------------------------- | ------------------- | ------------ |
| 1.                  | «California»                  | Bob Dylan           | 3:04         |
| 2.                  | «That's What I Said»          | Norah Jones         | 2:42         |
| 3.                  | «Every Time I Turn Around»    | Joss Stone          | 4:24         |
| 4.                  | «That Time Of Year»           | Sick Puppies        | 3:51         |
| 5.                  | «Genie In My Dreams»          | Sharon Little       | 3:25         |
| 6.                  | «Someday The Rains Will Fall» | John Mellencamp     | 4:33         |
| 7.                  | «Murder In My Heart»          | Sheryl Crow         | 3:31         |
| 8.                  | «Grim Reaper»                 | Keaton Simons       | 2:58         |
| 9.                  | «I've Got Dreams To Remember» | Otis Redding        | 3:35         |
| 10.                 | «Bitter And Blue»             | Майкл Уэзерли       | 3:51         |
| 11.                 | «Move Slow»                   | Saosin              | 3:09         |
| 12.                 | «The Elements»                | Tom Lehrer          | 1:23         |
| Общая длительность: | Общая длительность:           | Общая длительность: | 40:26        |

### Песни, используемые в эпизодах Морской полиции
| Название песни                | Исполнитель     | Сезон   | Название эпизода                               | Дата эфира в США |
| ----------------------------- | --------------- | ------- | ---------------------------------------------- | ---------------- |
| «That Time Of Year»           | Sick Puppies    | Сезон 7 | «Child’s Play» «Детская игра»                  | 24 ноября 2009   |
| «California»                  | Bob Dylan       | Сезон 7 | «Outlaws and In-Laws» «Вне закона и по закону» | 3 ноября 2009    |
| «Move Slow»                   | Saosin          | Сезон 7 | «Code Of Conduct» «Кодекс поведения»           | 20 октября 2009  |
| «I’ve Got Dreams To Remember» | Otis Redding    | Сезон 5 | «In the Zone» «В зоне»                         | 29 апреля 2008   |
| «The Elements»                | Tom Lehrer      | Сезон 5 | «Ex-File» «Экс-файл»                           | 9 октября 2007   |
| «Genie In My Dreams»          | Sharon Little   | Сезон 7 | «Masquerade» «Маскарад»                        | 2 февраля 2010   |
| «Murder in My Heart»          | Sheryl Crow     | Сезон 7 | «Mother’s Day» «День матери»                   | 2 марта 2010     |
| «Someday the Rains Will Fall» | John Mellencamp | Сезон 7 | «Double Identity» «Двойная личность»           | 9 марта 2010     |

## Альбом 3
NCIS: The Official TV Score  — третий альбом саундтрека к телевизионному сериалу Морская полиция: Спецотдел.Композитор Морской полиции Брайан Кирк создал каждый из 14 треков альбома, смешивая различные музыкальные отрывки из эпизодов шоу в выдающиеся музыкальные сюиты. В результате альбом представляет сплоченный формат, предназначенный для того, чтобы фанаты слушали его, как один из своих любимых альбомов.

### Список композиций
| №                   | Название                           | Длительность |
| ------------------- | ---------------------------------- | ------------ |
| 1.                  | «My Boss Is A Sniper/Gibbs' Rules» | 3:48         |
| 2.                  | «Tony And Ziva Under Covers»       | 3:31         |
| 3.                  | «Bag And Tag»                      | 3:08         |
| 4.                  | «Enemies: Foreign And Domestic»    | 3:24         |
| 5.                  | «Double-0 DiNozzo»                 | 4:07         |
| 6.                  | «Aliyah»                           | 3:01         |
| 7.                  | «Gathering Intel»                  | 3:31         |
| 8.                  | «Abby In Wonderland»               | 4:15         |
| 9.                  | «DiNozzo, Take McGee»              | 4:12         |
| 10.                 | «Gibbs Visits An Old Friend»       | 3:35         |
| 11.                 | «Vance's Dossier»                  | 4:27         |
| 12.                 | «Ducky's Whisper To The Departed»  | 4:02         |
| 13.                 | «Ziva Betrayed»                    | 2:42         |
| 14.                 | «Gibbs In The Heartland»           | 2:58         |
| 15.                 | «NCIS Main Theme»                  | 0:31         |
| Общая длительность: | Общая длительность:                | 51:22        |